# Скорпион на Хаджи
Скорпионът на Хаджи (Euscorpius hadzii) е вид скорпион от семейство Euscorpiidae, срещащ се и в България.

## Описание
Този вид достига на дължина до 5 – 5,5 cm. Цветът му варира от светлокафяв до почти черен.

## Разпространение и местообитание
Скорпионът на Хаджи е разпространен на Балканския полуостров в Хърватия, Босна и Херцеговина, Сърбия, Черна гора, Косово, България, Северна Македония, Албания и Северна Гърция. Може да се намери по ливади, ниви, в стари тавански помещения и мазета на къщи, и др. Той е нощно животно и денем се крие под камъни и кори на дървета, или в цепнатини по скали или напукана мазилка.
В България се среща в Западните Родопи, на югозапад по долините на реките Струма и Места, както и на северозапад от Рила, в района около Кюстендил.

## Отрова
Отровата му е слаба, поради което не е опасен за човека. При ужилване се усеща лека болка, подобна на ужилване от пчела.